# Cryptocephalus atriplicis
Cryptocephalus atriplicis es una especie de insecto coleóptero de la familia Chrysomelidae.
Fue descrita científicamente en 1967 por Lopatin.